# Jake Ellzey
John Kevin "Jake" Ellzey, född 24 januari 1970 i Potter County i Texas, är en amerikansk politiker (republikan). Han är ledamot av USA:s representanthus sedan 2021.
I mellanårsvalet i USA 2018 besegrades Ellzey i republikanernas primärval av Ron Wright. Wright vann sedan själva kongressvalet och omvaldes 2020 men avled i februari 2021 i ämbetet. Wrights änka kandiderade sedan för makens mandat men Ellzey vann knappt i fyllnadsvalet i juli 2021.